# Oreopanax obtusilobus
Oreopanax obtusilobus är en araliaväxtart som först beskrevs av Carl Ludwig Willdenow och Josef August Schultes, och fick sitt nu gällande namn av Joseph Decaisne och Jules Émile Planchon. Oreopanax obtusilobus ingår i släktet Oreopanax och familjen Araliaceae. Inga underarter finns listade.